# Strade provinciali della provincia di Cuneo
Questo è un elenco delle strade provinciali presenti sul territorio della provincia di Cuneo, e di competenza della provincia stessa.

## SP 1 - SP 99
- SP 21 Nuova Bovesana
- SP 56 Dogliani - Rio Gamba
- SP 57 Monchiero - Cerretto

## SP 100 - SP 199
- SP 125 Roddino - Serralunga
- SP 130 Gallo - Sinio
- SP 141 Moretta - Murello
- SP 175 Villanova Solaro - Cardè

## SP 200 - SP 299
- SP 220 di Cervignasco

## SP 300 - SP 399
- SP 359 Roddino - Lopiano

## SP 400 - SP 499
- SP 422 di Valle Macra
- SP 428 di Genola
- SP 429 di Cortemilia
- SP 430 di Ceva
- SP 439 di Valle Bormida
- SP 490 del Colle Melogno

## SP 500 - SP 599
- SP 564 Monregalese
- SP 582 del Colle di San Bernardo
- SP 592 di Valle Belbo

## SP 600 - SP 699
- SP 661 delle Langhe
- SP 662 di Savigliano
- SP 663 di Saluzzo

## SR
Questo è invece un elenco delle strade regionali presenti sul territorio della provincia di Cuneo, e affidate dalla Regione Piemonte alla competenza della provincia stessa:
- SR 20 del Colle di Tenda e di Valle Roja — Dal 2021 è classificata come strada statale
- SR 29 del Colle di Cadibona
- SR 589 dei Laghi di Avigliana  — Dal 2021 parzialmente è classificata come strada statale